# Teorema de Cox
O teorema de Cox, que recebe este nome em homenagem ao físico norte-americano Richard Threlkeld Cox, é uma derivação das leis da teoria das probabilidades a partir de um certo conjunto de postulados. Esta derivação justifica a então chamada interpretação "lógica" da probabilidade, já que as leis de probabilidade derivadas pelo teorema de Cox são aplicáveis a qualquer proposição. A probabilidade lógica, também chamada de bayesiana objetiva, é um tipo de probabilidade bayesiana. Outras formas de bayesianismo, tais como a interpretação subjetiva, recebem outras justificações.

## Pressupostos de Cox
Cox desejou que seu sistema satisfizesse as seguintes condições:
1. Divisibilidade e comparabilidade — A plausibilidade de uma proposição é um número real e é dependente da informação que temos relacionada com a proposição.[1]
2. Senso comum — Plausibilidades devem variar sensivelmente com a avaliação das plausibilidades no modelo.[2]
3. Consistência – Se a plausibilidade de uma proposição pode ser derivada em muitas formas, todos os resultados devem ser iguais.[3]

"Senso comum" inclui consistência com a lógica aristotélica no sentido de que proposições logicamente equivalentes terão a mesma plausibilidade.
Os postulados como originalmente afirmados por Cox não eram matematicamente rigorosos. No entanto, é possível aumentar estes postulados como vários pressupostos matemáticos feitos implícita ou explicitamente por Cox para produzir uma prova válida.
A notação de Cox é:
- A plausibilidade de uma proposição {\displaystyle A} dada alguma informação relacionada {\displaystyle X} é denotada por {\displaystyle A|X}.

Os postulados de Cox e as equações funcionais são:
- A plausibilidade da conjunção {\displaystyle AB} de duas proposições {\displaystyle A,B}, dada alguma informação relacionada {\displaystyle X}, é determinada pela plausibilidade de {\displaystyle A} dada {\displaystyle X} e pela de {\displaystyle B} dada {\displaystyle AX}. Na forma de uma equação funcional:{\displaystyle AB|X=g(A|X,B|AX).}

Por causa da natureza associativa da conjunção na lógica proposicional, a consistência com a lógica dá uma equação funcional que diz que a função {\displaystyle g} é uma operação binária associativa.
- Adicionalmente, Cox postula que a função {\displaystyle g} é monótona. Todas as operações binárias associativas crescentes em números reais são isomórficas em relação à multiplicação dos números no intervalo {\displaystyle [0,1]}, o que significa que há uma função {\displaystyle w} que mapeia as plausibilidades em relação a {\displaystyle [0,1]}, tal que:{\displaystyle w(AB|X)=w(A|X)w(B|AX).}
- A plausibilidade de uma proposição determina a plausibilidade da negação da proposição. Isto postula a existência de uma função {\displaystyle f}, tal que:{\displaystyle w(n{\tilde {a}}o\,A|X)=f(w(A|X)).}

Como "uma dupla negativa é uma afirmativa", a consistência com a lógica dá uma equação funcional:{\displaystyle f(f(x))=x,}
o que diz que a função {\displaystyle f} é uma involução, isto é, é sua própria inversa.
- Além disso, Cox postula que a função {\displaystyle f} é monótona. As equações funcionais acima e a consistência com a lógica implicam que:{\displaystyle w(AB|X)=w(A|X)f(w(n{\tilde {a}}o\,B|AX))=w(A|X)f\left({w(A\,n{\tilde {a}}o\,B|X) \over w(A|X)}\right).}

Já que {\displaystyle AB} é logicamente equivalente a {\displaystyle BA}, também temos:{\displaystyle w(A|X)f\left({w(A\,n{\tilde {a}}o\,B|X) \over w(A|X)}\right)=w(B|X)f\left({w(B\,n{\tilde {a}}o\,A|X) \over w(B|X)}\right).}
Se, em particular, {\displaystyle B=n{\tilde {a}}o\,(AD)}, então {\displaystyle A\,n{\tilde {a}}o\,B=n{\tilde {a}}o\,B} e {\displaystyle B\,n{\tilde {a}}o\,A=n{\tilde {a}}o\,A} também e temos:{\displaystyle w(A\,n{\tilde {a}}o\,B|X)=w(\,n{\tilde {a}}o\,B|X)=f(w(B|X))}
e
{\displaystyle w(B\,n{\tilde {a}}o\,A|X)=w(\,n{\tilde {a}}o\,A|X)=f(w(A|X)).}
Abreviando {\displaystyle w(A|X)=x} e {\displaystyle w(B|X)=y}, temos a equação funcional:
{\displaystyle xf\left({f(y) \over x}\right)=yf\left({f(x) \over y}\right).}

## Implicações dos postulados de Cox
As leis de probabilidade deriváveis destes postulados são as seguintes. Considere {\displaystyle A|B} a plausibilidade da proposição {\displaystyle A} dada {\displaystyle B} que satisfaz os postulados de Cox. Então, há uma função {\displaystyle w} que mapeia as plausibilidades em relação ao intervalo {\displaystyle [0,1]} e um número positivo {\displaystyle m}, tal que:
1. A certeza é representada por {\displaystyle w(A|B)=1}.
2. {\displaystyle w^{m}(A|B)+w^{m}(\,n{\tilde {a}}o\,A|B)=1}.
3. {\displaystyle w(AB|C)=w(A|C)w(B|AC)=w(B|C)w(A|BC)}.

É importante notar que os postulados implicam apenas estas propriedades gerais. Podemos recuperar as leis usuais de probabilidade ao configurar uma função nova, convencionalmente denotada {\displaystyle P} ou {\displaystyle \Pr }, igual a {\displaystyle w^{m}}. Então, obtêm-se as leis de probabilidade em uma forma mais familiar:
1. A verdade certa é representada por {\displaystyle \Pr(A|B)=1} e a falsidade certa por {\displaystyle \Pr(A|B)=0}.
2. {\displaystyle \Pr(A|B)+\Pr(\,n{\tilde {a}}o\,A|B)=1}.
3. {\displaystyle \Pr(AB|C)=\Pr(A|C)\Pr(B|AC)=\Pr(B|C)\Pr(A|BC)}.

A segunda regra é uma regra para negação e a terceira regra é uma regra para conjunção. Dado que qualquer proposição contendo conjunção, disjunção e negação pode ser equivalentemente refraseada usando conjunção e negação apenas (a forma normal conjuntiva), pode-se agora manejar qualquer proposição composta.
As leis assim derivadas produzem aditividade finita de probabilidade, mas não aditividade contável. A formulação teórica da medida de Kolmogorov assume que uma medida de probabilidade é contavelmente aditiva. Esta condição levemente mais forte é necessária para a prova de certos teoremas.

## Interpretação e discussão posterior
O teorema de Cox veio a ser usado como uma das justificações para o uso da teoria da probabilidade bayesiana. A probabilidade pode ser interpretada como um sistema formal da lógica, a extensão natural da lógica aristotélica (na qual toda afirmação é verdadeira ou falsa) no domínio do raciocínio na presença de incerteza.
Tem-se debatido com que intensidade o teorema exclui modelos alternativos para raciocínio sobre incerteza. Por exemplo, se certos pressupostos matemáticos "não intuitivos" fossem descartados, então, alternativas poderiam ser concebidas. No entanto, foram sugeridos postulados adicionais de "senso comum" que permitiriam o relaxamento dos pressupostos em alguns casos. Outras abordagens em direção semelhante já foram desenvolvidas.
Cox formulou pela primeira vez o teorema em 1946. Em 1961, estendeu o teorema com resultados adicionais e mais discussões. O matemático norueguês Niels Henrik Abel foi creditado por ter usado pela primeira vez a equação funcional de associatividade. O matemático húngaro-canadense János Aczél ofereceu uma longa prova da equação de associatividade.